# 谷歌退出中国大陆事件
谷歌退出中国大陆事件是指2010年Google公司因受网络攻击和内容审查问题与中国政府出现分歧，并最终关闭中国版网页搜索服务，转用香港域名（google.com.hk）及服务器为中国用户提供简体中文服务的事件，该网址最终也无法在中国大陆地区访问。在之後的十數年間，雖然谷歌自身沒有對中國大陸用戶終止服務，但隨着中國大陸的网络审查愈趨嚴厲，Gmail、谷歌地圖等其它諸多谷歌服務也逐漸在中國大陸无法正常訪問。
Google搜尋業務撤到香港之後，Google在中國大陸仍設有公司，並確立其業務重點為展示廣告、移動廣告以及針對外貿企業的網路行銷。根據CNBC在2019年的報導，Google在中國大陸的業務包括人工智慧研究、雲端計算、硬體、APP開發與服務、廣告。因Google的搜尋等服務和APP商店在中國大陸被封鎖，所以其業務是著重在海外廣告和APP的海外銷售。整體來說，Google在中國大陸的業務主要是為了讓中國企業在中國大陸境外使用其產品。

## 概要
2010年1月12日，Google公司声称遭到中国的黑客攻击，并将与中国政府谈判，要求取消对谷歌中国搜索引擎的内容审查，否则Google会退出中国大陆市场。Google内部也有不同声音，Google总裁施密特不赞同退出中国市场，但Google两位工程师出身的联合创始人对这种审查十分坚决地表示拒绝忍受，宁愿为此放弃中国市场份额。
同年3月23日，谷歌中国声明因“遭受中国黑客攻击”和“网络审查”决定退出中国市场。Google公司将原有谷歌中国的两域名（google.cn和g.cn）中的网页、图片和资讯（后更名为“新闻”）等搜索服务重定向至Google香港（google.com.hk）。其在香港的服务器提供未经中國大陆审查过滤的搜索引擎服务。谷歌位于大陆北京的服务器在随后很长一段时期内并未关闭，大陆网民可通过修改系统hosts文件（基本失效）或使用VPN代理等方法访问，以避开中国政府对Google境外服务器的访问干扰。
谷歌退出中国事件成为中国2010年重大互联网新闻，谷歌不服從中國當局信息审查退出中国市场的行为，引發广大关于网络自由、言论自由的讨论，中国网民表达了对此事的不同看法，有不少互联网从业者的惋惜声音，间接表达对中国防火墙的不满，但更多是中国网民对逼退谷歌者的诋毁攻击。斯诺登事件后，美國對Google服務也有監視与入侵的事实曝光，(谷歌董事长施密特批评美國聯邦調查局FBI截取谷歌服务器之间传送的数据，2013年11月)，亦引发相关政府对互联网监察行为底线的讨论。2018年汉斯·布洛克导演的纪录片网络清道夫，描述了谷歌现有的依据美国法律制定的互联网监察和过滤机制，并提出其运作方式所带来的弊端。
Google将Google中国服务重定向至Google香港后，中国网民访问Google开始遭受干扰，如中国大陆知名作家韩寒在新浪博客中所写的搜索“温度计”与“胡萝卜”会因包含“温”“胡”二字会被中国大陆防火长城立即中断连接。随后Google开始部署加密搜索，使防火墙无法审查搜索内容，不久后中国大陆访问Google境外服务器开始受随机丢包干扰，访问变得困难，尤其政治敏感时期。后长期一段时间维持这种干扰状态。Google几年间逐步强制加密一切网络服务后，中国网民对Google搜索服务的访问越发困难，Gmail等服务也受很大影响。
Google占中国大陆搜索引擎市场已由2009年四季度（退出中國大陆前最后一季度）的17.5%滑落2013年的2%。

## 背景

### 谷歌中国的审查
Google中国成立于2006年4月，建立谷歌中国的主要原因为google.com由于不过滤搜索结果时常会被中国大陆封锁、无法正常而稳定地在中國大陆访问。google.cn的服务器主要置于中国北京因此不受防火長城干扰，是Google搜索唯一一个服务器设在其控制数据中心以外的本地化版本。当时公司发表声明称，中国版搜索引擎会遵守中国相关互联网法律，对搜索结果进行过滤审查。在退出中国事件之前，用户在Google中国版搜索政治敏感或色情（如：性、粗口词句）等内容时，会在网页尾部显示“据当地法律法规和政策，部分搜索结果未予显示”，同时过滤了不符合规定的搜索结果。Google也证实其被迫协助中国政府进行网络审查，但其不向中国政府提供用户的搜索记录等信息。
一些互联网用户、無國界記者、人權觀察、国际特赦组织等均批评Google协助中国政府侵犯人权。其协助中国政府审查，但不协助美国政府的行为，也被自由媒体运动（Free Media Movement）谴责为“虚伪”。2006年有示威者进行了“mass breakup with Google”活动抗议Google中国的政策。一些反对者也认为Google中国违背了Google“不作恶”（Don't be evil）的口号。同时由于谷歌中国的审查与Google的“不作恶”口号产生巨大矛盾，包括联合创始人之一的谢尔盖·布林等大量Google高官对于谷歌中国的审查也态度暧昧。布林就在事后表示对幼时苏联镇压的记忆使其更加支持抛弃Google中国的既定政策，中国在关于审查监视异见人士等方面让人不安。
与此同时，Google中国的审查也受到来自中国政府的压力。在2009年的谷歌涉黄事件中中国互联网违法和不良信息举报中心宣称谷歌中国传播不良信息，审核不足，最终“有关部门对谷歌中国传播淫秽色情信息行为依法处罚”。《人民日报》等机关报多篇文章批评Google中国，同样声称其违反“不作恶”口号。

## 过程

### 声明考虑取消审查
2010年1月12日，Google公司在其官方博客作出一篇题为《新的中国策略》（A new approach to China）的声明，称公司将考虑取消Google.cn的内容审查。Google聲稱，2009年12月中旬，Google旗下Gmail受到來自中國「精心策劃且目標明確」的黑客攻擊，导致其知识产权被窃，入侵的手段十分複雜，利用Internet Explorer上的一個漏洞來進行攻擊。；受到来源相同的攻击的还有至少20家其他的公司，分別從事金融、科網、傳媒、化學等行業（此次攻击行为被称为极光行动）；黑客主要竊取中國人權活躍人士的電子郵件。虽然Google并未明确指出攻击账户是中国大陆政府所为，但據與谷歌關係密切的人士透露，Google工程師確實追蹤到中國政府或是其代理人。加之2009年内中国大陆政府进一步限制网上言论自由的行为，他们将重新审视对Google.cn下搜索信息的过滤行为以及在中国市场的运营策略。Google宣布不再愿意过滤Google.cn的搜索结果，并称接下来几周内将和中国大陆政府进行讨论，在法律范围内建立一个不进行过滤的搜索引擎。如果无法协调一致，也很可能意味着必须关闭Google.cn乃至于Google设在中国的办公室。
Google的声明中称本次决定是由美国的管理团队做出的，中国团队对此毫不知情，也未曾参与。有解读指，Google之所以未提前知会谷歌中国团队，是为了保护谷歌中国员工的安全。声明发出后，谷歌中国员工被拒绝访问美国数据资源库的任何代码，并且可以带薪休假。直到1月18日，谷歌中国表示上周发表声明当天给予员工休假一天，使公司能做内部的测试与扫描，确保网络的安全：“谷歌中国的员工如今已回到岗位上，公司运作一切照常。”自此日起，google.cn上也几乎不再进行新的审查，审查尺度大大放宽。中国其他主流搜索引擎也随之放宽了审查尺度。
1月中旬，Google的首席执行官埃里克·施密特透露说，他们正在与中国政府就谷歌中国的去留问题进行商讨。他并不否认有继续留在中国的可能性，同时也表示公司并不仅被商业利益所左右：他们退出中国市场是“基于价值的抉择”，否则就应当遵从商业抉择而“繼續參與中國市場”。1月14日，中国联通接获通知，谷歌公司不再授权其使用谷歌标识及应用产品的合作内容。原定于1月20日举行的两款WCDMA谷歌手机（Google Phone）上市发布会也在谷歌建议下取消。《华尔街日报》引述知情人士透露，由于考虑到许多服务前景难料，谷歌认为现在在中国市场推出这两款手机“不负责任”。谷歌并未表示这两款手机的推出将延后多长时间，也没有提供更多细节信息。
Google与此同时，北京也传出了驻华外国记者的Gmail遭到黑客入侵的消息。驻华外国记者协会18日发布通知称，北京数个外国新闻机构的记者站都有员工发现其Gmail遭到入侵，里面的电邮被转发到一些陌生的电邮地址。美联社指，他们与法新社、道琼斯通讯社与路透社等新闻机构的驻华站点去年9月也曾遭受病毒电邮袭击。协会呼吁会员要做好Gmail的保安措施，防范遭到“劫持”。
1月19日，谷歌中国博客发表刘允和杨文洛的澄清声明指，谷歌中国的员工目前都在正常工作，部分报道称谷歌已关闭中国的办公室和员工已经接到通知将于近期离职的消息都是不实的。谷歌总部管理层近期宣布他们将会在未来的几个星期与中国政府就一些事宜进行商讨。此外新闻媒体还披露，攻击行动的目标其实是对谷歌网络特定部分有访问权的人，有关行动可能获得在谷歌中国职员从旁协助，公司现正展开调查。然而《纽约时报》指，中国政府在3月中旬就提醒谷歌的商业伙伴（如新浪网、赶集网等）要提早准备，以免哪一天自家网站无法使用Google服务时会措手不及。政府提醒商业伙伴要不是把搜寻者从原先的中国版Google.cn导向Google.com主搜寻页面，就是得另外再物色合作伙伴，或是自己过滤搜寻结果，以符合中国法规。不过报道说，使用Google.com不是简单的回避方法，因为当局仍可加以封杀，就像封锁YouTube、Flickr和其他网站一般。

### 关闭Google.cn网页搜索服务
由于中国政府“非常明确地指出，自我审查是不可协商的法律要求”，Google与中国政府谈判失败。北京时间2010年3月23日凌晨，Google总部发表声明称：
Google及另外二十余家美国公司受到了来自中国的、复杂的网络攻击，在对这些攻击进行深入调查的过程中，通过我们所收集到的证据表明，几十个与中国有关的人权人士的Gmail帐号定期受到第三方的侵入，而这大部分侵入是通过安装在他们电脑上的钓鱼软件或恶意软件进行的。这些攻击以及它们所暴露的网络审查问题，加上去年以来中国进一步限制网络言论自由，包括对Facebook、Twitter、YouTube、Google文件和Blogger等网站的持续屏蔽，使我们做出结论：我们不能继续在Google.cn搜索结果上进行自我审查。
在此声明发出的同时，谷歌中国停止了内容审查，原有谷歌中国的两域名google.cn和g.cn中的网页搜索、图片搜索和资讯（新闻）搜索重定向至Google香港域名google.com.hk（后于2014年5月27日被全面屏蔽），并使用通过其在美国及香港的服务器实现的、未经审查过滤的搜索引擎服务。据谷歌发言人，google.cn将继续在中国大陆提供地图和音乐搜索服务，并将保留在中国的销售和研发业务，而谷歌移动版业务也会随后转至香港。而实际上google.cn上的剩余服务在接下来的几周也陆续被关闭并重定向至Google香港。
Google香港新設的簡體中文首頁下方显示“欢迎您来到谷歌搜索在中国的新家”。网站为迎接中国大陆用户已经做了一些更改。据《华尔街日报》的报道，这些更改包括用中国大陆常用的简体中文显示指向谷歌搜索引擎的链接，使网站在视觉上很像google.cn。网站还有一些链接指向谷歌只在中国大陆提供的产品。受防火长城影响，中国大陆用户使用Google香港的搜索服务，必须经过中国的防火长城，从而导致搜索结果被审查，其用户体验与登陆其他海外网站无异。而中国政府仍可以撤销google.cn的经营许可证，并有能力屏蔽或干扰中国大陆网民登录google.com.hk。作为对随时可能被屏蔽的回应，Google“将密切监测网址访问问题，并制作了一个新页面使用户可以实时地了解到在中国哪些Google服务是可用的。”这个“新页面”为“谷歌服务在中国大陆的可用性 （页面存档备份，存于）”供用户查看Google的网页搜索引擎以及YouTube、Gmail、Blogger、Picasa网络相册和Google协作平台等服务在中国大陆地区是否可用，並在3月24日更將此網頁連接加入google.com.hk簡體版首頁。不久被“Google透明度报告”替代并沿用至今。中国官员则称将打击把用户从中国政府批准的“.cn”域名转向提供被政府认为是非法内容的网站的行为。而香港特区政府声明“完全尊重信息自由”、“不会审查Google香港内容”。对于谷歌中国员工的去留，Google表示不排除把部分员工从中国大陆调往香港或其他地方，但目前没有采取这种措施的计划。
2010年年初，中国大陆地区用户如果未经任何技术处理直接访问谷歌中国的域名，一般并不会受到防火长城阻拦，但如果用户试图搜索中国政府认为敏感的关键词，则与google.com.hk的连接将会被防火长城强行中断一段时间。《金融时报》24日指，中国政府已开始加大力度屏蔽Google香港的搜索结果，諸如搜尋中国领导人姓名，连接就会被中断。
3月30日，不少中国大陆用户反映无法使用google.com和Google.com.hk搜索服务。美国时间30日晨，Google声明，他们在搜索页的网址中使用的一个名为“gs_rfai”的URL参数，结果由于包含了“rfa”字样，与在中国大陆被屏蔽的自由亚洲电台的网址和英文缩写巧合，遭到了防火长城的屏蔽，使得大量的中国大陆用户无法访问Google的搜索页。Google称问题正在解决当中。数小时后，Google搜索页的URL参数未变，但屏蔽被取消。Google也进一步声明，该参数于几星期前就已被使用，但当时未被屏蔽，因而应该是防火长城的URL屏蔽规则改变的缘故。
google.com.hk的简体中文版本默认开启安全搜索 （页面存档备份，存于） 功能，以审查色情和粗口词汇（并非政治审查），在设置中可以关闭。
2014年6月以来，包括搜索引擎、YouTube、Gmail、Google地图、Google Play等谷歌服务在中国大陆被完全屏蔽。网民必须通过突破网络审查（俗称翻墙、科学上网、魔法上网等）的手段才可以访问。

2018年8月6日，人民日报在其官方社交媒体Twitter及Facebook上刊文，针对谷歌计划以过滤版搜索引擎重返中国大陆的消息进行回应：
欢迎谷歌回归中国大陆，但前提条件是必须遵守中国法律的要求。
许多国家都认同网络空间也有主权和边界，必须受到国家法律法规的监管。任何国家都不会允许互联网充斥着色情、暴力、颠覆性信息、民族分裂主义、宗教极端主义、种族主义和恐怖主义。
中国将坚持落实互联网监管法律，确保网络空间活动对社会是安全的。这是中国互联网管理的底线，应该受到所有在华外国互联网公司的尊重。

中国现在非常开放，未来还将更加开放。中国将坚定不移地根据本国国情推进改革开放，努力维护国家的稳定发展。
2020年2月3日起，中国谷歌地图ditu.google.cn停止服务，留下了www.google.com.hk/maps的跳转收藏界面。
2022年9月30日起，中国谷歌翻译translate.google.cn停止服务，留下了translate.google.com.hk的跳转收藏界面。

## 各方反应

### Google公司
- 据2010年1月14日援引《中国日报》的报道。Google公司方面表示，即便同中国政府的谈判未果，谷歌中国（Google.cn）因不能在中国提供未过滤搜索而关闭，也不会影响Google.com对相关中文语言搜索服务的支持。[68]据《华尔街日报》引述知情人士的报道，若Google.cn关闭，谷歌也将保留其在华的办公室，并继续改进中文版Google.com的性能。谷歌承认，预计届时Google.com会时不时被中国政府屏蔽，就像以往曾经发生的那样。[43]
- Google建議個人用戶為電腦加裝安全程式，為系統安裝安全補丁，更新網路瀏覽器，對於網路請求個人資訊時要時刻提防，保護好個人隱私。[27]目前Google已經對其郵件伺服器進行全面加密。[69]
- 2013年11月，谷歌公司執行主席埃里克·施密特呼籲中國開放網際網路、尊重民眾的言論自由。他說中國的新聞檢查問題明顯惡化，他對中國當局加緊打壓網路言論、對轉發所謂“網路謠言”500次入罪的司法解釋感到擔憂，並表示如果中國不改變目前的新聞檢查制度，谷歌就不會重返中國。[6]

### 政府

#### 中国政府
- 据彭博社报道，中国工信部发言人王立健在事后表示，目前不了解具体情况，不便作出评论。中国外交部亦直接拒绝评论。[70]
- 13日正午时分，四大门户网站开始采用同一则标明来自人民网的稿件。与之前各门户网站编译的详细版本相比，这则稿件引用了谷歌高层不愿意继续审查“谷歌中国”搜索到的结果的表态，去除了对中国政府及网络攻击、入侵邮箱的指责。自此起，原有的谷歌新闻、评论链接开始变为失效，编辑们赶制的专题亦不再出现，网易亦关闭了相关新闻的网友评论功能。[71]据法国国际广播电台报道，中宣部已經發出命令禁止谷歌退出中国事件的深度報導，國新辦要求網站刪除網友向Google辦公室獻花的文章及圖片。[72]
- 14日，中国外交部发言人针对谷歌退场一事回应说：“中国的法律禁止任何形式的黑客攻击行为”，“中国互联网很开放，中国政府鼓励互联网的健康发展，而有关管理措施符合国际通行做法。”[73]
- 中华人民共和国商务部2010年1月15日表示，尚没有接到谷歌申请退出中国市场的报告，并称无论谷歌作出任何决定都不会影响中美贸易关系。[74]
- 3月23日，国务院新闻办公室网络局负责人表示谷歌公司违背书面承诺、停止过滤并就黑客问题指责中国的行为是完全错误的。中国政府“坚决反对将商业问题政治化”，对谷歌公司的指责和做法“表示不满和愤慨”。[75]

#### 美国政府
- 美国国务卿希拉里·克林顿对位於美國的郵件伺服器受到駭客攻擊及偷竊代碼事件发表声明，呼吁中国政府作出解释，她说，这起事件引发了“严重的担忧和问题”。[76]
- 华裔美国商务部长骆家辉2010年1月13日敦促中国确保谷歌和其他美国公司的营商环境安全。[77]
- 希拉里·克林顿2010年1月21日就网络自由问题发表讲话时批评中国政府，表示谷歌事件引起了人们的广泛关注且美国政府敦促中国当局就迫使谷歌公司宣布撤出中国的网络攻击事件展开彻底调查，并希望中国方面确保对这一事件的调查和调查结果的透明度。[78]
- 2010年1月22日白宫发言人比尔·伯尔顿表示美国总统贝拉克·奥巴马同意国务卿希拉里·克林顿的看法。奥巴马对谷歌遭黑客攻击事件一直感到忧虑，希望中国政府做出解释。[79]
- 2010年3月23日美国国务院表示谷歌的做法是商业决定，国务院并未介入。但也认为信息自由为普世原则，国务院将继续与中方讨论互联网自由的问题。美国白宫则重申了支持互联网言论自由的立场。[80]

#### 香港特區政府
- 《華爾街日報》就Google將中國大陸的搜尋服務遷移香港一事向香港政府查詢，港府重申香港並不會審查互聯網，完全尊重資訊自由，而進入以香港為基地的網站也沒有任何限制，包括從中國大陸進入。[81]

### 中国大陆民间

#### 网民
- 中国Twitter用户对此反应剧烈，并纷纷在更新中加入“#GoogleCN”等表示关注，“#GoogleCN”、“Google”和“China”亦很快登上Twitter热门关键词榜并曾超越关于2010年海地地震的“Help Haiti”[82]。
- 有北京網民到谷歌在中關村的總部獻花以示聲援，他們不滿政府箝制互聯網發表意見的空間[83]。但有网民称献花的举动遭到保安阻拦，保安称献花需先申请，否则属“非法献花”。[84]
- 据人民网在1月14日转述中共中央機關報主辦、《环球时报》旗下的环球网当日在进行中的在线调查，超过半数的受访网民表示“谷歌退出不会对其使用互联网产生影响”，另有约70%的受调查网民认为“中国政府不应接受谷歌提出的条件”[85]。随着消息的公布，之后的投票出现逆转。对此，环球网认为是“有人对环球网的调查发动干扰”[86]。环球网表示“逾七成受访网民认为谷歌事件实为美国政治操作”、“谷歌退出中国源于与百度竞争失利”等[87][88]，但大陆作家韩寒在博客中质疑这个网络调查结果[89]。
- 据《华尔街日报》报道，有谷歌中国用户称，如果政府出于报复而再次屏蔽谷歌的国际搜索网站，他将尝试“翻墙”以继续使用谷歌[90]。
- 英国《每日电讯报》3月23日对谷歌事件和中国的谷歌用户群进行了分析，认为尽管百度主导整个中国的搜索引擎市场，但谷歌在中国的中等收入阶层中还是占有一席之地。其中，上海“富裕工薪阶层”在谷歌退出中国内地之前是谷歌搜索引擎的忠实用户，不过报道在调查了上海的“谷歌用户群”后得出结论：“谷歌并没有赢得他们的同情”[91]。
- 部分網民認為谷歌不滿中國網絡審查制度而撤出是有骨氣的表現，因而以其同音字衍生出潮語「骨哥」[92]。

#### “非法献花”

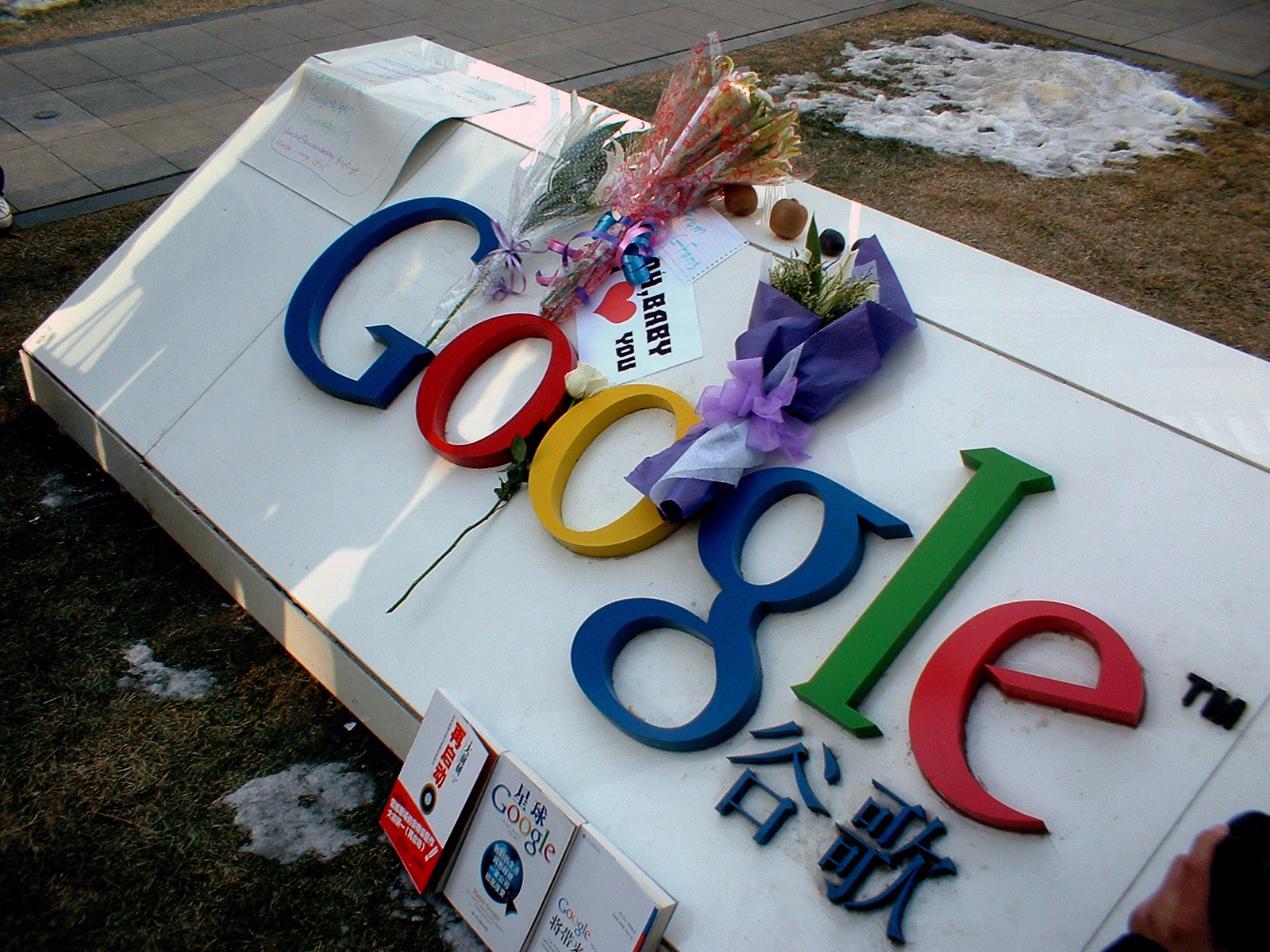
网友在中关村谷歌总部进行“非法献花”。

2010年1月13日上午，由于Google在官方博客表示可能关闭google.cn，不少人来到Google中国办事处，并献上鲜花。Google中国办事处所在地的清华科技园的保安声称，向Google献花，必须事先向有关部门申请，获得审批后方可进行，否则属于非法献花。“非法献花”作为网络名词，由此产生。
一些中國大陸的網站早先報導了這一消息，但是不久就被從標題頁中刪除。不久，大陆主流网站纷纷在网站上屏蔽了“非法献花”的相关内容。2010年1月16日在百度网页搜索“非法献花”曾一度显示“搜索结果可能不符合相关法律法规和政策，未予显示。”

#### 竞争对手
- 谷歌中国的竞争对手百度首席产品设计师孙云丰事后在自己博客中发表名为《关于谷歌退出中国》。[99]（转载时谬传以《Google市侩，我感到恶心》为题）的博文，并在文章中就该事件对Google做出负面评价。认为Google是“市侩分子”，“因经济利益退出”，却用Gmail信箱被攻击来“涂脂抹粉”，他对Google“感到恶心”。此言论在网上遭到很多网友批评[100]，孙云丰后来关闭了此文。其他转载此文的网站也陆续删除相应文章，据称是受到了百度方面的压力。[101]
- 《第一财经日报》报道，百度负责广告销售的员工表示，百度已经安排逐个联系Google的广告客户，其“内部调侃这是捡钱计划”。花旗證券分析师凯瑟琳·梁在研究报告中也认为，百度可能会抢到谷歌留下的中国市场份额的大部分。[102]

#### 媒体
- 第一次声明发出后，中国各大网络媒体曾做過報道，但隨後都将谷歌退出中国事件从主要新闻报道中刪除，並且回避了谷歌聲明中的網路審查，大多将谷歌中国退出中国原因解释为“谷歌中国在华业绩不佳”或因“在华劣迹”而运行不良。[103][104]
- 在Google正式宣布关闭中国版搜索服务后，由于中国官媒的舆论导向，中国各大门户网站，几乎一边倒地支持政府在谷歌问题上采取的立场。美国之音称，有大陆著名门户网站只显示对政府有利的言论。香港《南华早报》报道说，中国各大网站和媒体均接到上级宣传部门的口头电话通知，在谷歌问题上，要和政府保持一致。[105]
- 中国大陆的主要报纸，除《环球时报》等评论类报纸对谷歌退出中国进行评论之外，其他报纸和网络媒体基本对谷歌持谨慎态度.
- 2010年3月27日，《重慶晚報》在“悅覽室”版面中刊登了一篇名為《網絡神獸古鴿遷移記》的文章，普遍認為這是以隱語的方式記述谷歌部分業務退出中國大陸市場一事。随后文章的网络版被删除。[106][107]
- 2020年8月3日，《环球时报》发表社评，指出“中国从来没有禁止美国高科技公司来华开展业务”，谷歌拒绝配合中国法律规定，“是它自己在10年前退出了”[108]。

### 其他地区

#### 媒体
- 《衛報》在其文章中說，Google的網路審查與百度相比是低限度的，這為別的企業樹立了一個榜樣，那就是多為用戶想想而不是僅僅為了商業利益。Google為在中國的員工的潛在威脅考慮，所以是由總部作出決定而沒有中國分公司員工參與。[109]

#### 其他IT公司
- 雅虎发言人向《华尔街日报》表示雅虎站在Google这边，反对侵犯用户隐私的行为。[110]而雅虎中国的中国合作伙伴阿里巴巴则认为“雅虎上周就谷歌事件做出的声明和支持谷歌立场的表态，由于缺乏事实根据，因此是草率的。阿里巴巴对此并不同意。”其创始人表示，阿里巴巴始终遵守中国各项法律法规。[111]中国雅虎实际控制公司是阿里巴巴。
- 时任微软公司首席执行官史蒂夫·鲍尔默表示，这次的事件是“谷歌的问题”，[112]“每个大公司都在遭黑客攻击，我不认为这是互联网安全环境的一个基本变化”。鲍尔默还表示，微软公司在中国看到了一个巨大的商机。[112][113][114]
- 美国惠普公司首席执行官马克·赫德也认为，中国是一个拥有巨大潜力的市场。据悉，来自中国消费者的强烈需求是去年美国技术产业的主要支柱之一。[112]

#### 专家
- 2010年1月23日，世界著名密码学家布鲁斯·施奈尔在CNN发表一篇评论，指出九一一事件后，NSA与FBI等美国政府情报机构多次以打击恐怖主义为名义，建立了用于搜集数据的基础设施，对公民进行了上千次的非法的监听和活动，其他国家如瑞典、加拿大与英国的企业也曾为了为政府监控网络提供便利，重新对产品进行了设计。施奈尔认为，无论这些政府监控的动机是好是坏，都有可能被政府和犯罪分子利用，对公民造成严重威胁；美国国会的一些议员正在试图立法禁止美国公司帮助外国政府监控公民，并没有意识到自己政府存在的相同问题；中国政府之所以能够入侵Google，归根结底的原因恰恰是美国政府自身的网络监控所致。[115]2013年斯诺登事件的曝光一定程度上证实了施奈尔的說法。

## 影响
- 据Marketwatch报道，在1月13日谷歌宣布可能退出中国后，当日竞争对手百度股价大涨13.71%，同时谷歌股价跌约0.6%。[116]
- 3月23日根据DoNews的统计，当日百度股价上涨1.77%，谷歌股价回落0.45%。而自2010年1月份谷歌宣布考虑撤离中国以来，百度股价共上涨44.5%，Google股价跌近6.5%。[117]
- 域名注册服务商GoDaddy与Network Solutions宣布停止.cn域名注册服务，但公司称与是次事件无关，停止原因是中国要求域名注册公司向政府提供域名申请人的身份证明文件的彩色图像、商业许可证和已签署的书面合同，GoDaddy只是不愿把客户个人信息上交中国政府。[118]（现Godaddy已支持.cn域名注册[119][120][需要第三方來源]）
- 由于防火长城使大陆访问Google搜索服务不稳定，导致其中文搜索的流量出现了大幅下降。一些广告客户向英国《金融时报》表示，他们将转向百度等其它搜索引擎。[121]

自2010年以來，在中國就一直難以使用Google服務。在周年紀念日或政治會議等被中國政府視為敏感的時間，試圖登入谷歌的網站就變得更加困難，接入速度異常較慢。不過只要有足夠的耐心，用戶通常可以使用Google網站。

## 后续报道
根据维基解密披露的一份美国驻华大使馆密电文件指，本次事件是由中共高官李長春和周永康一手主導的。密电说，李長春在Google输入自己的名字进行搜索时，发现一些「批评他的搜索链接」以及其子女的资料，令他非常震惊，也鉴于当时Google国际版网站（Google.com）不受审查，还同时支持中文搜索，遂决意加强打压其中国业务，包括下令国营电信公司（中国电信、中国联通和中国移动）停止与Google的业务往来，希望制止Google让过滤版网站Google.cn链接到其“非法的”国际版网站。密电也引述一名中共中央政治局官员的亲戚，声称李长春曾“命令”攻击Google在美国的服务器。不过当《纽约时报》对此进行查证时发现：当时向美国披露消息的“官员亲戚”指，中宣部部长才是负责协调向Google施压的人；李长春与周永康曾在数次事件中下达过批准指示，但没有直接资料显示两人是否涉及黑客入侵Gmail的案件。另一方面，一些电文指出，Google地图提供高解析度卫星图片从而引起北京当局的担忧，也可能是遭受攻击的原因之一。

## 嘗試重返中国
有网民指在2014年1月26日晚上到1月31日20时以及后面一段时间（google.cn）能顺利访问。谷歌董事长兼CEO埃里克·施密特表示，谷歌将在未来10年内，用“encryption（加密）”技术进入审核制度较为严格的国家，其中包括中国和朝鲜。
自2016年百度旗下的血友病吧被卖事件爆出后，网络上不断出现关于百度各项服务的负面新闻。这一连串的事件也让网上出现不少让谷歌尽快重返中国的声音。
2015年9月，据The Information称，时隔五年后，谷歌最早会于今年秋季获准在中国推出特别版的Google Play应用商店。知情人士透露，当年秋天，谷歌就希望获得中国政府的批准，在通过政府审核的情况下，打造特别版的应用商店来满足中国市场的需要，并将数据存储在的大陆地区，以此进入中国。但实际并没有推出特别版的Google Play应用商店。谷歌已在上海自贸区注册了一家名叫“澎集信息技术（上海）有限公司”的公司，为重返中国做准备。谷歌还在中国设立了服务器，对中国版Google Play（Google Play China Edition）进行内测。中国版Google Play和普通版Google Play将使用不同的账号体系，因此用户需要重新注册账号。
2016年3月27日到3月28日凌晨期间，中国大陆地区出现短暂性可以访问Google部分网站，原因是由于Google在亚太地区添加了几组服务器，28日凌晨，Google在亚太添加的服务器再遭中国防火长城屏蔽。
2016年6月1日，谷歌现任CEO桑德尔·皮蔡表示，关于谷歌搜索等服务回归中国市场一事需要与政府方面进行谈判，根据具体情况来看，谷歌方面持“绝对的开放”态度，并表示：“如果我们能妥善处理相关事宜，谷歌非常希望能重返中国。”
Google 开发者大会于2016年12月8日和2016年12月14日分别在北京和上海举办，并在中国大陆开放了谷歌开发者中国站（developers.google.cn）。
2017年5月，中國烏鎮圍棋峰會在乌镇互联网国际会展中心舉行，此活动是Google自2010年退出中国大陆后与中国政府合作举办的最大的公开活动。2017年12月13日，Google在上海举行的开发者日上宣布在北京成立谷歌AI中国中心，由李飞飞和Google Cloud研发负责人李佳博士共同领导。这表示谷歌睽违七年后正式重返中国。
2018年5月，Google在中国大陆视频分享网站BiliBili上开通账号“Google中国”并发布第一个视频，不过其发布的视频均为普通的代码教学和开发者故事，大部分的视频也关闭了评论区和弹幕功能。
2018年8月，The Intercept報道Google正研發自我審查版的搜尋App，並已對中國政府展示計畫。此項服務將以「Dragonfly (蜻蜓)」為代稱，從2017年春季起便開始投入研發，預計將會在近期內上線運作。
2018年12月，谷歌公司在內外壓力下放弃研究蜻蜓計畫。谷歌发言人在接受美国之音採訪时没有否认这一消息。许多参与蜻蜓計畫的工程师被重新分配到与巴西，印度尼西亚，俄罗斯和其他国家相关的项目中。
2019年6月，非营利组织Open Mic在Google股东大会上提出决议要求Google停止为中国开发过滤版搜索引擎，但遭到Google反对，该决议未能在Google股东大会上通过。
2019年7月，Google公共政策副总裁卡伦·巴蒂亚在美国参议院司法委员会的听证会上，证实蜻蜓计划已被“终止”。Google发言人也承认Google已没有在中国启用搜索服务的计划，且没有任何相关的开发正在进行中。
2020年7月，彭博社报道，谷歌公司已于5月终止了名为“隔离区”（英語：Isolated Region）的云服务项目。该项目启动于2018年初，有全球数百员工参与，它将允许把用户数据保存在地区境内，而非境外的谷歌全球存储中，旨在为世界各地的客户和监管机构提供云服务，包括中国。这被认为是谷歌重返中国市场的又一次努力。该项目的关闭反映了谷歌全球策略的重大转变。